# Sypheotides
Sypheotides is een geslacht van vogels uit de familie trappen (Otididae).

## Soorten
Het geslacht kent de volgende soort:
- Sypheotides indicus – Kleine Indische trap